# 克里斯多福·斯卡弗
老克里斯多福·J·斯卡弗（英語：Christopher J. Scarver Sr.，1969年7月6日—），是一位美國被定罪的三重連續殺人犯，1990年斯卡弗在威斯康辛州用槍向一名男子勒索財物，但因男子交錢數量較少，將其殺死，成了他的第一位受害者。1994年11月28日，他在獄中連打死了兩名殺人犯傑佛瑞·丹墨和傑西·安德森被判處兩項無期徒刑，並聲稱動機為受上天感召。斯卡弗在美國共槍殺了一名男子，也打死了兩名男子，如今他被監禁在科羅拉多州懲教所，刑期为一百年。

## 生平
1969年7月6日，斯卡弗出生於美國密尔沃基，在家中有五兄弟他排老二，高二時，他就讀於詹姆斯麥迪遜大學高中，後來因為酗酒和吸食大麻而被母親趕出家門並讓他輟學打工，在密尔沃基保護隊的工作計劃中被聘為見習木匠，他曾說他的主管向他承諾在完成這個項目後，他將被全職聘用，但後來主管被解雇了，全職職位的聘用無法實現，導致他長期酗酒，後來他被診斷出患有精神分裂症，據說他一直患有彌賽亞情結的錯覺。
1990年6月1日，斯卡弗前往威斯康辛州保護隊培訓計劃辦公室，發現經理約翰·費恩（John Feyen）和員工史蒂夫·洛曼（Steve Lohman）都在現場，斯卡弗在現場舉槍對著經理費恩和員工洛曼舉槍威脅向他們要錢，但洛曼只給斯卡弗15美元，斯卡弗因此憤怒著對洛曼的頭部開了一槍並說：「你現在以為我在開玩笑嗎，我需要更多的錢」，說完之後再對洛曼屍體開了兩槍，在旁邊的經理費恩被驚動了，也只好給他3000美元，但斯卡弗依然覺得錢不夠多，在舉起搶來威脅費恩說再給更多一點，費恩只好趕快離開辦公室跳上一台車逃逸，斯卡弗也是現場對著費恩開搶但未擊中到他，案發幾分鐘後斯卡弗最終落網被逮捕入獄，於1992年被定罪終身監禁，被送到了波蒂奇縣的哥倫比亞懲教所。
1994年11月28日，在斯卡弗被關兩年後，精神錯亂，脾氣也開始變得愈發爆躁，之後他被指派與殺人犯傑佛瑞·丹墨和傑西·安德森一起工作，他們三人的工作是清掃健身房的廁所，懲教人員會在旁邊監管著他們工作，直到懲教人員離開時四下無人之後，斯卡弗從健身房舉重室拿了長約20英寸51厘米的金屬棒，並朝著丹墨的頭部襲擊歐打，導致丹墨頭部外傷而昏了過去，將其殺死，之後他再次拿著一根木棍在浴室猛擊傑西，由於丹墨曾經刺殺了多位黑人和白人，其中一位是寮國移民的14歲男孩，也有部分的是原住民，也因為斯卡弗知道他所刺殺的所有黑人，且又登在報紙上，斯卡弗在獄中看了那些報紙後覺得因為自己身為一個黑人，覺得黑人受到白人的不平等的對待，而感到厭惡、煩躁，但原因是不包括白人的，傑西也曾刺殺他的妻子，然後試圖將兩名黑人男性誣陷為襲擊的肇事者。在傑西和丹墨被打昏之後，斯卡弗回到了牢房，並對一名懲教官員說：「上帝叫我這麼做」，他也曾說：「白人對黑人所做的一切都不公平」，斯卡弗被指控了一級故意殺人罪（3項罪名），被判了終身監禁，三項無期徒刑且不得假釋，被監禁在美國科羅拉多州的卡農市懲教所，至於傑西和丹墨，丹墨救護車送往醫院一小時後已被宣告死亡，傑西在醫生的移除該維持生命的手段後死亡。
1995年，斯卡弗被轉送到了美國聯邦監獄局，登記號為#08157-045，警察當時認為他們沒有足夠的安全設施可以關押斯卡弗，並只好將他送到美國聯邦囚犯醫療中心接受精神治療，治療完後移至美國聯邦監獄局，後來在2000年威斯康辛州安全計劃設施啟用之後斯卡弗才被轉移到該設施。
2001年，聯邦法官芭芭拉·布蘭德里夫·克拉布下令將斯卡弗和其他患有嚴重精神病的囚犯從設施中轉移出來。但斯卡弗後來被移回了美國科羅拉多州的卡農市懲教所，且刑期預定為一百年。
2005年，斯卡弗對威斯康辛州安全計劃設施的官員提出了民權訴訟，說他受到了殘酷和不尋常的懲罰，違反了他的憲法權利，法官駁回了對幾名被告的訴訟，並決定其餘官員的行為不能被視為非法，1年後，斯卡弗對該決定提出上訴但未成功，他表示他因謀殺傑佛瑞·丹墨和傑西·安德森而被單獨監禁16年。
2012年，斯卡弗的代理人宣布他願意寫一本關於傑佛瑞·丹墨和傑西·安德森謀殺案的全書，內容寫道他對這件事情的經過和解釋他為什麼要謀殺這兩位囚犯的原因，並在書中透露謀殺案的各種細節。